# Heksafluoroirydan fluoroksenonu
Heksafluoroirydan ksenonu, [XeF]+
[IrF
6]−
 – nieorganiczny związek chemiczny irydu, fluoru i ksenonu, otrzymany przez Neila Bartletta w 1969 roku.

## Otrzymywanie
Heksafluoroirydan fluoroksenonu otrzymano po raz pierwszy w wyniku reakcji difluorku ksenonu z fluorkiem irydu(V) w roztworze pentafluorku bromu. W podobnej reakcji udało się otrzymać również inne związki tego typu – XeRhF
6 oraz [XeF]+
[RuF
6]−
.
Początkowo sądzono, że metoda bezpośredniej syntezy (analogiczna do syntezy pierwszego związku gazu szlachetnego – heksafluoroplatynianu ksenonu) nie jest możliwa do przeprowadzenia ze względu na to, że fluorek irydu(VI) jest zbyt słabym utleniaczem. Później dopracowano metodykę i okazało się, że bezpośrednia synteza jest możliwa, choć proces syntezy należy przeprowadzić staranniej. W kwarcowej rurze chłodzonej ciekłym azotem kondensuje się IrF
6 i ksenon, następnie rurę hermetyzuje się i ogrzewa do temperatury pokojowej, co powoduje powstanie ciemnoniebieskiego, niemal czarnego roztworu. Po ogrzaniu do 45 °C rurę ponownie chłodzi się do −196 °C i podłącza do układu próżniowego, po czym stopniowo podnosi się do temperatury pokojowej – lotne substancje (głównie nadmiar ksenonu) odparowują, pozostawiając drobnokrystaliczny osad [XeF]+
[IrF
6]−
.

## Właściwości
Heksafluoirydan fluoroksenonu topi się w zakresie temperatury 152–153 °C, świeżo otrzymany ma postać drobnokrystalicznego żółtego proszku, który w wyniku krystalizacji z bezwodnego, ciekłego fluorowodoru można przekształcić w duże, sześcienne, żółte kryształy. Otrzymywany przy innym stosunku molowym reagentów [XeF]+
[Ir
2F
11]−
 ma barwę pomarańczowożółtą i zakres temperatury topnienia 69–70 °C